# Distretto di Kemin
Il distretto di Kemin (in kirghiso Кемин району?, Kemin rayonu) è un distretto (raion) del Kirghizistan con  capoluogo Kemin.

Il territorio distrettuale corrisponde alla valle Čong-Kemin, la quale separa i monti Trans-Ili Alatau e Kungey Alatau, tra la capitale kazaka Alma-Ata e il lago Issyk-Kul.

## Centri abitati
In totale, il distretto di Kemin include due città, un insediamento di tipo urbano e 34 altri insediamenti ripartiti in 11 comunità rurali (aiyl okmotus). Ognuna di queste comunità rurali può comprendere uno o più villaggi. Le città, insediamenti di tipo urbano, comunità rurali e villaggi del distretto sono (per le comunità rurali tra parentesi è riportato il numero totale di villaggi):
1. città Orlovka,
2. città Kemin,
3. insediamento di tipo urbano Bordunskiy,
4. Ak-Tüz aiyl okmotu (1) villaggio capoluogo: Ak-Tüz,
5. Almaluu aiyl okmotu (3) villaggio capoluogo: Kyzyl-Suu;  altri villaggi: Almaluu e Bordu,
6. Boroldoy aiyl okmotu (1) villaggio capoluogo: Boroldoy,
7. Chong-Kemin aiyl okmotu (5) villaggio capoluogo: Shabdan;  altri villaggi: Kalmak-Ashuu, Kyzyl-Bayrak, Tar-Suu e Tört-Kül,
8. Chym-Korgon aiyl okmotu (3) villaggio capoluogo: Chym-Korgon;  altri villaggi: Novomikhaylovka and Samansur,
9. Duisheev aiyl okmotu (1) villaggio capoluogo: Kichi-Kemin,
10. Ilich aiyl okmotu (3) villaggio capoluogo: Ilyich;  altri villaggi: Jangy-Jol e Sovetskoye,
11. Jangy-Alysh aiyl okmotu (1) villaggio capoluogo: Jangy-Alysh,
12. Kara-Bulak aiyl okmotu (4) villaggio capoluogo: Kara-Bulak;  altri villaggi: Beysheke, Altymysh e Chüy,
13. Kok-Oyrok aiyl okmotu (3) villaggio capoluogo: Kayyngdy;  altri villaggi: Korool-Döbö and Tegirmenti,
14. Kyzyl-Oktyabr aiyl okmotu (9) villaggio capoluogo: Kyzyl-Oktyabr; altri villaggi: Ak-Beket, Jel-Aryk, Dorozhnoye, Kashkeleng, Kyz-Kyya, Sasyk-Bulak, Udarnik e Cholok.